# Kwasi Okyere Wriedt
Kwasi Okyere „Otschi“ Wriedt (* 10. Juli 1994 in Hamburg) ist ein ghanaisch-deutscher Fußballspieler, der seit Juli 2025 bei Alemannia Aachen unter Vertrag steht.

## Karriere

### Vereine

#### Beginn in Hamburg und Regionalliga
Wriedt begann seine fußballerische Laufbahn im Alter von fünf Jahren beim SC Hamm 02, einem Verein im Osten Hamburgs, bei dem er neun Jahre lang die Jugendmannschaften durchlief. 2008 wechselte er für ein Jahr zum SC Concordia Hamburg, bevor er sich der Jugend des FC St. Pauli anschloss. In der Saison 2010/11 spielte er mit der U17 des Vereins in der B-Junioren-Bundesliga Nord/Nordost. Ein Jahr später kam er in der A-Junioren-Bundesliga zum Einsatz und absolvierte fünf Spiele für die zweite Mannschaft in der viertklassigen Regionalliga Nord. Ab der Saison 2013/14 gehörte er fest zum Regionalliga-Kader, nachdem er bereits in der Vorsaison einige Spiele absolviert hatte. Zudem saß er im April 2013 unter Michael Frontzeck bei einem Zweitligaspiel auf der Bank, wurde jedoch nicht eingewechselt. 2015 wechselte er ligaintern zum Lüneburger SK Hansa, für den er in 34 Spielen 23 Tore schoss und zusammen mit dem Wolfsburger Medjedovic Torschützenkönig der Regionalliga Nord wurde.

#### VfL Osnabrück
Im Sommer 2016 unterschrieb Wriedt einen Zweijahresvertrag beim Drittligisten VfL Osnabrück, für den er am 1. Spieltag beim 1:0-Auswärtssieg gegen Preußen Münster in der Startelf stand. Sein erstes Tor für den VfL Osnabrück erzielte er am achten Spieltag gegen den FC Rot-Weiß Erfurt. Insgesamt war er mit zwölf Saisontoren bester Torschütze seiner Mannschaft, die die Saison auf dem sechsten Platz beendete.

#### FC Bayern München
In der Saison 2017/18 spielte er an den ersten drei Spieltagen noch für den VfL Osnabrück, zuletzt bei der 0:3-Niederlage am 2. August 2017 auswärts bei Fortuna Köln. Einen Tag später war er beim FC Bayern München zur sportärztlichen Untersuchung, tags darauf folgte die Vertragsunterschrift und sein erster Einsatz für die zweite Mannschaft des FC Bayern in der Regionalliga Bayern beim 2:1-Heimsieg gegen den 1. FC Schweinfurt 05, bei dem er mit dem Treffer zum 1:1 in der 39. Minute sein erstes Tor für den FC Bayern München erzielte.
Jupp Heynckes übernahm Anfang Oktober 2017 als Trainer die Profimannschaft und beförderte Wriedt, der bis dahin in zehn Spielen der zweiten Mannschaft acht Treffer erzielt hatte, in den Profikader als mögliche Alternative zu Mittelstürmer Robert Lewandowski. Am 14. Oktober 2017 stand Wriedt im Bundesligaspiel gegen den SC Freiburg erstmals im Spieltagskader der Profis, wurde beim 5:0-Sieg jedoch nicht eingewechselt. Am 25. Oktober 2017 wurde er im DFB-Pokalspiel bei RB Leipzig in der 101. Minute für Thiago eingewechselt und kam so zu seinem ersten Pflichtspieleinsatz für die Profimannschaft des FC Bayern München. Das Spiel gewannen die Münchner im Elfmeterschießen 5:4. Zu seinem ersten Bundesligaeinsatz kam er am 25. November 2017 bei der 1:2-Niederlage im Auswärtsspiel gegen Borussia Mönchengladbach mit Einwechslung für Sebastian Rudy in der 68. Minute. Den Rest der Saison spielte er wieder mit der zweiten Mannschaft in der Regionalliga Bayern, die am Saisonende den zweiten Platz belegte. Insgesamt erzielte er für die Bayern-Amateure in 29 Punktspielen 21 Tore und war damit Zweiter in der Torschützenliste hinter dem Schweinfurter Adam Jabiri.
Auch in der Saison 2018/19 spielte Wriedt bei den FC Bayern Amateuren. Er belegte mit der Mannschaft den ersten Platz und wurde Meister in der Regionalliga Bayern. Mit 24 Toren in 34 Spielen wurde er zudem Torschützenkönig. In der Aufstiegsrunde für die 3. Liga gegen den Meister der Regionalliga Nord VfL Wolfsburg II gelangen ihm im 4:1-Rückspielsieg zwei Tore. Somit stieg er mit dem FC Bayern trotz der 1:3-Niederlage im Hinspiel in die 3. Liga auf.
In der Saison 2019/20 stand Wriedt zunächst hauptsächlich im Kader der zweiten Mannschaft. Bei der ersten Pokalrunde und am ersten Spieltag saß er unter Niko Kovač bei den Profis auf der Bank, ohne eingewechselt zu werden. Die weitere Saison wurde jedoch der jüngere Joshua Zirkzee von Kovač' Nachfolger Hansi Flick als Back-up für Lewandowski häufiger in den Profikader berufen. Am 31. Spieltag stand er aufgrund der Gelbsperren von Thomas Müller und Robert Lewandowski im Kader und kam durch Einwechslung zu seinem zweiten Einsatz in der ersten Mannschaft. Bereits zwei Spieltage vor Schluss wählten Kapitäne, Cheftrainer und Fans den Stürmer zum Spieler der Drittligasaison. Zudem wurde er mit 24 Treffern Torschützenkönig der 3. Liga. Während er mit der ersten Mannschaft zum zweiten Mal deutscher Meister und erstmals DFB-Pokal-Sieger (ohne Einsatz) wurde, gewann er mit der zweiten Mannschaft die Drittligameisterschaft.

#### Willem II Tilburg
Zur Saison 2020/21 wechselte der Stürmer gemeinsam mit seinem Mannschaftskameraden Derrick Köhn zum niederländischen Erstligisten Willem II Tilburg. Beide unterschrieben einen Vertrag mit einer Laufzeit bis zum 30. Juni 2023. Vor Beginn der Spielzeit brach sich Wriedt den Mittelfuß und konnte erst Anfang Dezember 2020 für den Verein tätig werden. In seiner ersten Saison absolvierte er 24 Ligaeinsätze, stand 20-mal in der Startelf und erzielte 8 Tore. In der Saison 2021/22 folgten 18 Einsätze (16-mal von Beginn), in denen er 4-mal traf.

#### Holstein Kiel und Leihe nach Osnabrück
Mitte Januar 2022 wechselte der 27-Jährige in die 2. Bundesliga zu Holstein Kiel. Er unterschrieb einen Vertrag bis zum 30. Juni 2025.
Für die Saison 2023/24 wurde er von Kiel an den Zweitligaaufsteiger VfL Osnabrück verliehen, bei dem er schon 2016/17 gespielt hatte.

#### Wechsel in die Türkei
Im Juli 2024 wechselte er zum türkischen Zweitligisten Manisa FK. Im Januar 2025 wechselte er innerhalb der Liga zu Şanlıurfaspor.

#### Rückkehr nach Deutschland
Im Sommer 2025 wechselte er zurück nach Deutschland zu Alemannia Aachen.

### Nationalmannschaft
Wriedt wurde mehrmals in den Kader der ghanaischen U20-Nationalmannschaft berufen und kam einmal in einem Freundschaftsspiel zum Einsatz. Im Mai 2018 wurde Wriedt erstmals in den Kader der ghanaischen A-Nationalmannschaft für die Testspiele gegen Japan und Island berufen. So debütierte er am 30. Mai 2018 in Yokohama beim 2:0-Sieg über die Nationalmannschaft Japans mit Einwechslung für Emmanuel Boateng in der 83. Minute. Im März 2022 wurde Wriedt für die finalen Qualifikationsspiele gegen Nigeria in den Kader der ghanaischen Nationalmannschaft berufen. Er kam sowohl im Hinspiel, als auch im Rückspiel zum Einsatz und konnte sich schlussendlich mit der ghanaischen Nationalmannschaft für die Weltmeisterschaft 2022 qualifizieren.

## Erfolge
Im Verein
- Deutscher Meister (2): 2018, 2020 (beide FC Bayern München)
- Deutscher Drittligameister: 2020 (FC Bayern München II)
- Aufstieg in die 3. Liga: 2019 (FC Bayern München II)
- Meister der Regionalliga Bayern: 2019 (FC Bayern München II)
- Niedersachsenpokalsieger: 2017 (VfL Osnabrück)

Individuell
- Torschützenkönig
  - 3. Liga: 2020 (24 Tore)
  - Regionalliga Bayern: 2019 (24 Tore)
  - Regionalliga Nord: 2016 (23 Tore)
- Spieler der Saison der 3. Liga: 2020